# Harry, vojvoda od Sussexa
Princ Henry, vojvoda od Sussexa, prethodno poznat kao princ Harry Velški (Henrik Karlo Albert David, engl. Henry Charles Albert David; London, 15. rujna 1984.), obično znan kao princ Harry, mlađi je sin kralja Karla III. i preminule lady Diane, četvrti unuk kraljice Elizabete II. i princa Filipa, vojvode Edinburgha. Prema tome, četvrti je u redu sukcesije (nakon starijeg brata, i troje nećaka) na prijestolju šesnaest neovisnih suverenih država poznatih kao krunske zemlje Commonwealtha: Ujedinjene Kraljevine, Kanade, Australije, Novog Zelanda, Jamajke, Barbadosa, Bahama, Grenade, Papue Nove Gvineje, Solomonskih Otoka, Tuvalua, Svete Lucije, Svetog Vincenta i Grenadina, Belizea, Antigve i Barbude, te Svetog Kristofora i Nevisa. Posljedično tome, on je također drugi u redu, nakon svojeg oca, starijeg brata, na položaju vrhovnog guvernera Engleske crkve. Dana 19. svibnja 2018. godine vjenčao se s američkom glumicom Meghan Markle.

## Životopis
Rodio se kao mlađi sin prijestolonasljednika, princa Charlesa od Walesa i lady Diane. Pohađao je niz privatnih škola, poput svog starijeg brata Williama, nakon čega je upisao koledž Eton. Diplomirao je 2003. godine, nakon čega je posjetio Argentinu i Afriku te je sudjelovao u javnom i humanitarnom radu u Australiji i Lesotu. Nije se upisao na fakultet, nego je 2005. godine upisao vojnu akademiju Sandhurst. Sudjelovao je u vojnoj misiji u Afganistanu, od prosinca 2007. godine do veljače 2008. godine, a iskustvo je ponovio 2012. – 2013. godine, kada je ponovno sudjelovao u Afganistanu, kao vojni pilot helikoptera. Vojnu službu je napustio 2015. godine, s činom satnika.
Kao mladić bio je izložen velikom medijskom interesu te bi se povremeno nalazio u središtu skandala, kao što je bilo u siječnju 2005. godine, kada se pojavio na zabavi odjeven u nacističku odoru ukrašenu kukastim križem.
Dana 19. svibnja 2018., dobio je naslov vojvode od Sussexa, nakon čega se vjenčao s američkom glumicom Meghan Markle, s kojom je 6. svibnja 2019. godine, dobio sina Archieja Harrisona Mountbatten-Windsora.

## Titule i adrese
Prinčeva puna titula i adresa glasi: Njegova kraljevska Visost princ Henrik Karlo Albert David ,vojvoda od Sussexa. Kao britanski princ, Harry nema prezimena, no kao što je u slučaju s drugim unucima Elizabete II. u muškoj liniji, on rabi ime područja nad kojim njegov otac nosi titulu, tj. Wales. Prošli presedan je takav da se prezimena izbacuju iz uporabe u odrasloj dobi nakon čega se rabi sama titula ili Mountbatten-Windsor ako je to potrebno. Princ Harry ipak nastavlja rabiti Wales kao svoje prezime za vojne svrhe pa je poznat kao kapetan Harry Wales u tom kontekstu. Ako njegov otac naslijedi prijestolje, bit će poznat kao Njegova Kraljevska Visost princ Henrik. Tradicionalno, članovi britanske kraljevske obitelji u muškoj liniji stječu vojvodinu nekoliko sati prije svoje ženidbe, a najrecentniji slučaj je princ Vilim Velški koji je postao vojvoda Cambridgea.

## Vanjske poveznice
- Royal.gov.uk – Prince Harry  Arhivirana inačica izvorne stranice od 3. prosinca 2008. (Wayback Machine) (engl.)
- Personal Profile – Prince Harry  Arhivirana inačica izvorne stranice od 19. travnja 2011. (Wayback Machine) – sa službenog međumrežnog sjedišta princa Walesa (engl.)
- Illustrated biography of Prince Harry (engl.)
- Princ Harry, vojoda od Sussexa - Britannica Online (engl.)